# Циклаурі Ревазо Шотаєвич
Рева́зо (Реваз) Шота́євич Циклау́рі (2 липня 1984 — 29 квітня 2016) — солдат Збройних сил України, учасник російсько-української війни.

## Життєпис
Народився 1984 року у Грузії в селі Лапанкурі Телавського району, мама родом із села Михайлючка Шепетівського району. Назвали на честь діда Ревазо Павловича, учасника Другої світової війни, воював за Україну, зазнав поранення. Закінчив 9 класів грузинської школи. 1996 року сім'ю спіткало горе — в ході грузино-російського конфлікту загинув батько. Невдовзі мама з меншим сином Олександром їде до України, Ревазо та сестра Катя залишаються у Грузії. Служив у лавах Грузинської армії, отримав спеціальність — стрілець прикордонного загону. Після служби в армії приїхав на Хмельниччину, швидко опанував українську мову — за два місяці. У селі Михайлючці проживали батьки мами — Катерина Омелянівна та Олександр Аврамович, вони називали його на український лад — Роман, Ромашка. Проживав у місті Шепетівка (Хмельницька область). Працював на різних роботах — в охоронній системі, на м'ясокомбінаті, їздив на заробітки в Київ.
В зону бових дій пішов добровольцем, з червня 2015 року воював в зоні під Донецьким аеропортом — села Опитне, Водяне. Солдат 90-го окремого десантного штурмового батальйону «Житомир» 81-ї бригади.
29 квітня 2016 року загинув під час бойових дій у промзоні Авдіївки — бій тривав дві години, ворог перебував до 40 метрів від українських позицій, Ревазо відбивав атаки з кулемета. Ворог запросив тиші, але через 20 хвилин позиції почали знову обстрілювати міномети; осколок міни смертельно поранив його в шию.
Похований у селі Михайлючка Шепетівського району.
Без Ревазо лишилися мама, брат, дружина, доньки Єва 2012 й Сона 2014 р.н.

## Нагороди та вшанування
- указом Президента України № 522/2016 від 25 листопада 2016 року «за особисту мужність і високий професіоналізм, виявлені у захисті державного суверенітету та територіальної цілісності України, вірність військовій присязі» — нагороджений орденом «За мужність» III ступеня (посмертно)[1].

## Вшанування пам'яті
Вулиця Ревазо Циклаурі у місті Шепетівка